# Palaeohyphantes simplicipalpis
Palaeohyphantes simplicipalpis är en spindelart som först beskrevs av Jörg Wunderlich 1976.  Palaeohyphantes simplicipalpis ingår i släktet Palaeohyphantes och familjen täckvävarspindlar.
Artens utbredningsområde är New South Wales. Inga underarter finns listade i Catalogue of Life.